# Исполины со светильниками
Исполины со светильниками (фин. Lyhdynkantajat) — рельефные гранитные изваяния мужских фигур с шаровидными фонарями в руках, попарно расположенные по обе стороны от центрального входа на Хельсинкский вокзал. Грудь каждого исполина весит 6 тонн, а голова — 1,4 тонны при диаметре около 1 метра.
Первоначально архитектор Элиэль Сааринен, построивший к 1914 году новое гранитное здание вокзала в стиле национального романтизма, планировал разместить на фасаде скульптуры медведей, однако в дальнейшем эта идея была им использована при оформлении фасада возведённого в 1913 году здания Выборгского вокзала, силуэт которого имел много общего с Хельсинкским вокзалом. В то время как Выборгский вокзал был украшен каменными фигурами двух женщин с венками и парами медведей, на фасаде вокзала в Хельсинки были установлены творчески переосмысленные изваяния атлантов со светильниками в виде земного шара работы Эмиля Викстрёма. А изготовленная Викстрёмом скульптура медведя была использована Саариненом в качестве украшения лестницы Национального музея Финляндии.
В отличие от женских фигур с вокзала в Выборге, хельсинкские исполины благополучно пережили советско-финские войны и со временем вошли в число самых известных памятников Хельсинки, став одним из рекламных символов государственной железнодорожной компании VR Group.
С мая по ноябрь 2013 года, накануне столетия скульптур и в связи с реставрацией фасадов вокзала, гранитные великаны были демонтированы и подвергнуты реновации с заменой обычных светильников светодиодными.